# Клавдия Акте
Клавдия Акте (на латински: Claudia Acte; † 68 г.) е любовница на римския император Нерон.

## Биография
Произлиза вероятно от провинция Азия и идва още малолетна като робиня в Рим. Там попада в имението на император Клавдий, който по-късно я освобождава. Тя остава в императорския дворец, където през 55 г. се запознава с младия Нерон, който се влюбва в нея. Заради нея Нерон оставя съпругата си, която мрази, Октавия. Докато майка му Агрипина е против тази връзка, то учителите на Нерон Секст Афраний Бур и Сенека и приятелят на Сенека Аней Серен подкрепят връзката му с Акте.
През 59 г. Нерон се разделя с Акте заради Попея Сабина. Акте остава вярна на Нерон, както показва един надпис на стена в катедралата в Пиза. Клавдия Акте е осветила храм на богинята Церера в този град с молбата обичта на Нерон към нея никога да не спира и да попречи на женитбата му с Попея Сабина. През 68 г., след смъртта на Нерон, само Акте и още две жени се грижат за неговите тленни останки и го погребват. Клавдия Акте поема и разноските по погребението му от голямата сума от 200 000 сестерции.
Нерон е обсипвал Клавдия Акте с подаръци. Нейното голямо имение в Поцуоли и Велетра е доказано от надписите върху водните тръби, цигли и амфори. Освен това във Велетра е намерена и нейна епитафия. Имената на нейните роби също са известни, много от тях са християни. Тя самата изглежда не е християнка.

## В литературата
- През 1838 г. френският писател Александър Дюма пише романът „Акте“.
- През 1896 г. полският писател Хенрик Сенкевич пише за нея в романът си „Quo vadis?“.